# Спирит-Лейк (индейская резервация)
Спирит-Лейк (англ. Spirit Lake Reservation) — индейская резервация, расположенная в восточно-центральной части штата Северная Дакота, США.

## История
После окончания восстания сиу в Миннесоте часть сиссетонов и вахпетонов поселились в районе озера Девилс и жили недалеко от миссии. Позже к ним присоединилась группа верхних янктонаев пабакса под руководством вождя Алого Щита.
В 1867 году в результате договора между правительством Соединённых Штатов и 
индейскими племенами сиссетонов, вахпетонов и верхних янктонаев, относящихся к народу сиу, была создана резервация Форт-Тоттен. Позже название резервации было изменено на Девилс-Лейк, а в 1996 году объединённое племя изменило название на более правильный перевод с языка дакота — Спирит-Лейк.

## География
Спирит-Лейк расположена в восточно-центральной части штата Северная Дакота на южном берегу озера Девилс, из-за подъёма уровня воды которого резервация с 1990-х годов всё чаще страдает от наводнений.
Территория резервации охватывает части округов Бенсон, Эдди, Рамси, Уэлс и Нельсон. Общая площадь Спирит-Лейк составляет 1 283,777 км². Столицей резервации является статистически обособленная местность Форт-Тоттен.

## Демография
По данным переписи 2010 года население резервации составляло 4 238 человек, из них 3 587 составляли индейцы сиу — сиссетоны, вахпетоны и верхние янктонаи.
В 2019 году в резервации проживало 4 465 человек. Расовый состав населения: белые — 584 чел., афроамериканцы — 2 чел., коренные американцы (индейцы США) — 3 686 чел., азиаты — 4 чел., гавайцы — 4 чел., представители других рас — 2 чел., представители двух или более рас — 183 человека.